# Mary Carey
Pour les articles homonymes, voir Carey.
Mary Carey (de son vrai nom Mary Ellen Cook), née le 15 juin 1980 à Cleveland, est une actrice, réalisatrice de films pornographiques et une femme politique américaine. Son pseudonyme lui a été inspiré par sa ressemblance avec Mariah Carey.

## Biographie

### Carrière
Mary Ellen Cook grandit à Cleveland jusqu'à l'âge de sept ans et suit sa famille en Floride.
Parallèlement à sa scolarité, elle étudie le ballet et la danse jusqu'à son dix-neuvième anniversaire.
Elle décroche un diplôme de l'école préparatoire privée Pine Crest School, de Fort Lauderdale en 1998 puis décide de rejoindre la troupe de danse de la Florida Atlantic University qu'elle quittera un an plus tard pour se lancer dans une carrière de stripteaseuse. En butte à des difficultés financières, elle se lance dans la carrière de star du porno sur les conseils du patron du club où elle travaille. Elle se spécialise alors dans les scènes saphiques et interraciales.
En complément de nombreux tournages, elle pose pour divers magazines pour adultes et apparait dans des émissions de télévision érotiques, à l'exemple de Totally Busted ou Sexy Urban Legends sur Playboy TV.
Elle réalise désormais des films pornographiques pour HotClits.net et Kick Ass Pictures.
Mary a prétendu au début de sa carrière ne jamais s'être fait poser des implants mammaires et n'encourage pas le fait d'avoir recours à cette chirurgie. Elle l'a finalement reconnu lors d'une interview.
Mary Carey apparait en 2009 dans l'émission de télé-réalité Celebrity Rehab sur VH1 et des films classiques comme Coming Attractions (2006), Pervert! (2005), Vice (2008).

### Candidature au poste du gouverneur de la Californie
Elle se présente en tant que candidate indépendante aux élections pour le poste de gouverneur de Californie en 2003.

## Récompense
- 2003 : XRCO award als « Mainstream's Adult Media Favorite »
- 2013 : AVN Hall of Fame[3]

## Filmographie sélective
Films érotiques
- 2002 : Sexy Urban Legends (série télévisée)
- 2003 : Model Lust : Liza
- 2003 : Sexy Movie : Starr
- 2003 : Sapphire Girls : Ruby
- 2004 : Touch Me Tonight 3: Lessons in Love : Peaches
- 2005 : Pervert! : Cheryl
- 2006 : Cash & Carey : Mary Carey
- 2007 : Mary Carey, Woman of the Year : Mary Carey
- 2008 : Vice : une prostituée
- 2009 : Mary Carey aka Living Legend : Mary Carey
- 2011 : Uncut : Vicky Shields
- 2013 : All Babe Network : Compton
- 2014 : Atomic Hotel Erotica (téléfilm) : Susan
- 2015 : Lust in Space : Stevens
- 2016 : Wolf Mother : Katie

Films pornographiques
- 2002 : When The Boyz Are Away The Girlz Will Play 7
- 2002 : The Violation of Ashley Blue
- 2002 : Pussyman's Decadent Divas 17
- 2002 : Pussyman's Decadent Divas 18
- 2002 : Lesbian Big Boob Bangeroo 2
- 2003 : Boobsville Sorority Girls
- 2004 : Hustler's Greatest Tits
- 2005 : Best Breasts in the Biz
- 2006 : Pussyman's Decadent Divas 29
- 2007 : Kick Ass Chicks 41: Vaginaterians
- 2008 : Star 69: Strap Ons
- 2009 : Carpet Patrol
- 2011 : Soaking Wet Solos
- 2012 : Legendary Lesbians (compilation)
- 2015 : Snap Chats (compilation)